# Haute École Charlemagne
La Haute École Charlemagne est l'une des cinq hautes écoles publiques de la Communauté française de Belgique organisées par Wallonie-Bruxelles Enseignement.
La Haute École Charlemagne est une école d'enseignement supérieur proposant +40 bacheliers et masters.
Ecole à taille humaine, elle propose des formations professionnalisantes et est orientée vers le succès de ses étudiants.
La HECh est membre du Pôle mosan et du réseau Hora Est (partenariat des Hautes Écoles de l'Eurégio Meuse-Rhin). Elle dispose de plusieurs implantations, situées à Liège, Huy, Verviers et Gembloux.
L'école comporte 3800 étudiants, issus de 30 nations différentes, 350 professeurs et 400 membres du personnel.

## Historique
En 1996, la Fédération Wallonie-Bruxelles réorganise l'enseignement supérieur en 19 hautes écoles. La HECharlemagne est créée par la fusion des Instituts supérieurs industriels agronomiques (ISIa) de Huy et de Gembloux, Institut supérieur industriel textile de Verviers, des Écoles normales de Huy, Liège et Verviers.

## Composition
Elle est composée de :
- Département économique
- Département pédagogique
- Département agronomique
- Département technique
- Département paramédical